# Barnradions bokpris
Barnradions bokpris (tidigare Barnens Romanpris) är Sveriges Radios och Utbildningsradions litteraturpris för årets bästa svenska barnbok. 
Priset instiftades 2010, och delas ut av en jury bestående av fem barn i åldern 9 till 12 år. Priset är utformat liknande Sveriges Radios Romanpris för vuxna. År 2016 bytte priset namn från Barnens romanpris till Barnradions bokpris för att knyta namnet närmare radion och även möjliggöra att också faktaböcker ska kunna nomineras. Prissumman är på 30 000 kronor.

## Pristagare
- 2010 – Lin Hallberg för Adzerk – den vita hingsten
  - Övriga nominerade: Vi rymmer igen av Bo R Holmberg, Hedvig och Hardemos prinsessa av Frida Nilsson, Kung Steve och alla hemlösa hjärtans blues av Tomas Fröhling och Fyren och stjärnorna av Annika Thor och Per Thor
- 2011 – Stefan Casta för Den gröna cirkeln
  - Övriga nominerade: Alice varannan vecka av Bo R Holmberg, Nyckelbarnen av Sara Kadefors, Som trolleri av Mårten Melin och VM-sommar av Magnus Ljunggren
- 2012 – Katarina von Bredow för Flyga högt
  - Övriga nominerade: Min pappa är snäll och min mamma är utlänning av Emmy Abrahamson, Förvandlad av Mårten Melin, I den tysta minuten mellan av Viveka Sjögren och Försöksdjuret av Marianne Strand
- 2013 – Kristina Ohlsson för Glasbarnen
  - Övriga nominerade: Den första flickan skogen möter av Moa Eriksson Sandberg, Eddie 12 och hon som heter Elsa/Elsa 12 och han som heter Eddie av Thomas Halling, Jag är en pojke med tur av Monica Zak och Yummy av Eva Susso
- 2014 – Ralf Novák-Rosengren och Anita Santesson för 5768 visningar på Youtube[2]
  - Övriga nominerade: Dödsknäpp av Håkan Jaensson, Barnhemmet av Cecilia Lidbeck, Augustinatt av Maud Mangold, Kärlekspizzan av Johan Rundberg
- 2015 – Marie-Chantal Long för Den blomstertid nu kommer[3]
  - Övriga nominerade: Vi ses i Obsan av Cilla Jackert, Lite mer än en kram av Mårten Melin, Inmurade av Lena Ollmark, Berättelsen om Taur av Bengt Tollesson
- 2016 – Per Lange, Johan Bergström och Henrik Ahnborg för Bennys hemliga rapporter
  - Övriga nominerade: Landet bortom brunnen av Douglas Foley, Det är jag som är Mickan! av Malin Nilsson och Vanessa Lopéz, Brott och straff – om att stjäla en hund av Charlotte Hage, Sju förtrollade kvällar av Mårten Sandén
- 2017 – Ylva Hällen och Marcus Gunnar Pettersson för Ylviana
  - Övriga nominerade: Det magiska hjärtat av Kristina Ohlsson, Springkällan av Johan Eriksson, Billie, du är bäst av Sara Kadefors, Det vita huset av Petter Lidbeck
- 2018 – Jenny Jägerfeld för Comedy queen[4]
  - Övriga nominerade: Vi kommer snart hem igen av Jessica Bab Bonde och Peter Bergting, Risulven av Nina Ivarsson, Ella och Youtube-paniken av Linda Skugge, Pojken i paddan och jag av Jonatan Järvi[5]
- 2019 – Cilla Jackert för F som i sämst[6]
  - Övriga nominerade: Vittran av Annalena Hedman, ill Vial: 8400 dagar kvar av Henrik Ståhl, Tusen stjärnors ö av Emma Karinsdotter, Ett annat jag: Projekt Gemini  av Carin Gerhardsen och Petter Lidbeck[7]
- 2020 – Jenny Jägerfeld för Mitt storslagna liv[8]
  - Övriga nominerade: Vi går varvet av Ina Lagerwall, Familjen av Cecilia Lidbeck, Den falska rosen av Jakob Wegelius och I väntan på mitt ovanliga liv av Pär Sahlin[9]
- 2021 – Peimaneh Mollazehi för Den riktiga solen[10]
  - Övriga nominerade: Donny av Thomas Halling, Fula tjejer av Johanna Lindbäck, Lisa Bjärbo och Sara Ohlsson, Min storslagna död av Jenny Jägerfeld och Nåt trassligt inuti av Cina Friedner[11]

- 2022 – Maria Hellbom för Älgkungen[12]
  - Övriga nominerade: Ingen kommer levande härifrån av Gustav Boman, Alba och landet bortom av Mårten Gisby och Henrik Johansson, Veras krig av Katarina Kuick och En äkta ljugis av Ingrid Olsson[13]
- 2023 – Nils Lundqvist för Den yttersta vildmarkens historia[14]
  - Övriga nominerade: Inte riktigt döda av Thomas Halling, Pärlbäraren av Maria Hellbom, Kompassens hjärta av Anna Thulin och Totalt bortglömd av Christina Lindström
- 2024 – E.P. Uggla för Drakar och demoner: Uppvaknandet[15]
  - Övriga nominerade: Fake av Astrid Mohlin, Trådar av Emma Andersson, Brinn alla hästar av Helena Hedlund och Världens sämsta syster av Elin Lindell.